# Connarus longipetalus
Connarus longipetalus är en tvåhjärtbladig växtart som beskrevs av François Gagnepain. Connarus longipetalus ingår i släktet Connarus och familjen Connaraceae. Inga underarter finns listade i Catalogue of Life.